# Добаш ориноцький
Доба́ш ориноцький (Picumnus pumilus) — вид дятлоподібних птахів родини дятлових (Picidae). Мешкає в Південній Америці.

## Опис
Довжина птаха становить 9 см. Верхня частина тіла оливково-коричнева, іноді легкопоцяткована охристими смужками. Нижня частина тіла кремова або охриста, поцяткована чіткими темно-коричневими смугами. Голова коричнева, поцяткована білими плямками, за очима білі смуги. У самців передня частина тімені також поцяткована жовтуватими смужками або плямками. Махові пера коричневі, на кінці зелені. Хвіст чорний, центральні стернові пера мають білі края, крайні стернові пера на кінці білі. Дзьоб чорнуватий, лапи сірі.

## Поширення і екологія
Ориноцькі добаші мешкають на сході Колумбії (Ґуайнія, Ваупес), на північному заході Бразилії (в долинах річок Ваупес і Ріу-Неґру) та в прилеглих районах на півдні Венесуели (Амасонас). Вони живуть у вологих рівнинних тропічних лісах і рідколіссях, галерейних лісах і чагарникових заростях. Зустрічаються на висоті до 500 м над рівнем моря. Приєднуються до змішаних зграй птахів. Живляться мурахами, термітами, жуками та їх личинками.